# Антоніо Пагудо
Антоніо Перес Агудо (народився 2 лютого 1977 року), професійно відомий як Антоніо Пагудо, — іспанський актор.

## Кар'єра
Знімався в театрі, на телебаченні та в кіно. Зіграв у виставах Spingo або Star Trip, в яких він гастролював в Іспанії та за кордоном. Був відомий своєю роллю Хав'єра Марото в серіалі La que se avecina. Також з'являвся протягом двох років в Arrayán.
З'являвся у фільмах Mi tío Paco режисера Тачо Гонсалеса та El Síndrome de Svenson режисера Кепи Сохо. У 2013 році він озвучив Реджі у фільмі «Вільні птахи».
У 2014 році він зіграв Федрію в «Євнуху» Теренса, комедії режисера Пепа Антона Гомеса для XL edición del Festival Internacional de Teatro Clásico de Mérida.